# Kari Traa
Kari Traa (Voss, 28 de enero de 1974) es una deportista noruega que compitió en esquí acrobático, especialista en las pruebas de baches.
Participó en cuatro Juegos Olímpicos de Invierno, entre los años 1992 y 2006, obteniendo en total tres medallas, oro en Salt Lake City 2002, plata en Turín 2006 y bronce en Nagano 1998, las tres en la prueba de baches.
Ganó siete medallas en el Campeonato Mundial de Esquí Acrobático entre los años 1999 y 2005.

## Medallero internacional
| Juegos Olímpicos   | Juegos Olímpicos                | Juegos Olímpicos  | Juegos Olímpicos   |
| Año                | Lugar                           | Medalla           | Competición        |
| ------------------ | ------------------------------- | ----------------- | ------------------ |
| 1998               | Nagano (Japón)                  | Medalla de bronce | Baches             |
| 2002               | Salt Lake City (Estados Unidos) | Medalla de oro    | Baches             |
| 2006               | Turín (Italia)                  | Medalla de plata  | Baches             |
| Campeonato Mundial |                                 |                   |                    |
| Año                | Lugar                           | Medalla           | Competición        |
| 1999               | Meiringen (Suiza)               | Medalla de plata  | Baches             |
| 1999               | Meiringen (Suiza)               | Medalla de plata  | Baches en paralelo |
| 2001               | Whistler (Canadá)               | Medalla de oro    | Baches             |
| 2001               | Whistler (Canadá)               | Medalla de oro    | Baches en paralelo |
| 2003               | Deer Valley (Estados Unidos)    | Medalla de oro    | Baches             |
| 2003               | Deer Valley (Estados Unidos)    | Medalla de oro    | Baches en paralelo |
| 2005               | Ruka (Finlandia)                | Medalla de plata  | Baches en paralelo |